# Sankt Johannes grekisk-ortodoxa kyrka, Pueblo
Sankt Johannes grekisk-ortodoxa kyrka (engelska: St. John's Greek Orthodox Church) är en grekisk-ortodox kyrkobyggnad belägen i staden Pueblo, i Pueblo County i delstaten Colorado, i centrala USA.
Kyrkan är helgad åt Johannes Döparen.

## Historik
Sankt Johannes grekisk-ortodoxa kyrka i Pueblo byggdes år 1907.